# 北村明子 (振付家・ダンサー)
北村 明子（きたむら あきこ）は、日本の振付家・ダンサー、信州大学人文学部教授。

## 人物
バレエ、ストリートダンスを経て早稲田大学入学後、1994年ダンス・カンパニー Leni-Basso 結成。95年文化庁派遣在外研修員としてベルリンに留学。2001年代表作『finks』は多数の都市にて上演、モントリオール『HOUR』紙の『2005年ベストダンス作品賞』受賞。2010年からソロ活動を開始。2012年よりインドネシアとの国際共同制作プロジェクト『To Belong』を4年間に渡り行い、2016年より国際共同制作プロジェクト第2弾『Cross Transit』を東南アジアのアーティストやダンサーとともに開始。他、演劇、映画、オペラなど他ジャンルへの振付、多ジャンルのアーティストとの共同創作も多数行っている。

## 主な芸術活動
- 1995年 芸術文化交流の会企画『三つの「春の祭典」』（演出・振付・出演）
- 1998年 レニ・バッソ『Slowly, Slow for Drive』（演出・振付）
- 1998年 利賀・新緑フェスティバル’98 企画 レニ・バッソ「Quarterback Trace」（演出・振付・出演）
- 2001年 レニ・バッソ『frinks』
- 2002年 JADE2002ジャパン・ダンス・ナウ　企画レニ・バッソ『フル（ダ）ブル』（演出・振付・出演）
- 2003年 American Dance Festival（USA) 企画 『enact oneself』（演出・振付）
- 2005年 ベルリン世界文化の家 In Transit 05（Germany) 企画『ghostly round』（演出・振付・出演）
- 2006年 Group Motion（USA) 企画『Rondo』（演出・振付）
- 2006／2009年 神奈川県民ホール150周年記念『愛の白夜』作曲：一柳慧、演出：白井晃（振付・出演）
- 2007年 ACEdance&music（UK）企画 SKIN PROJECT（振付・演出）
- 2008年 レニ・バッソ『パラダイスローグ』（演出・振付・出演）
- 2009年 レニ・バッソ『Elephandrose -no land』（演出・振付・出演）
- 2009年 Art Zoyd (France) 企画 ビデオオペラ『KAIRO』（振付・出演）
- 2010年 Art Zoyd (France ) 企画 マルチメディアコンサート『The Black Particles』（振付・出演・ダンス出演）
- 2011年 神奈川県民ホール企画『artcomplex2011ジョン・ケージ生誕１００』（振付・構成・演出・出演）
- 2012年 『To Belong』（演出・振付・出演）
- 2012年 『To Belong-dialogue』（演出・振付・出演）
- 2013年 『To Belong-cyclonicdream』（演出・振付・出演）
- 2014年 『Emotional Strata』（振付・出演）
- 2014年 『To Belong/Suwung』（演出・振付・出演）／Dance New Air 2014
- 2014年 インドネシア国際共同制作オペラ　Tari Opera Gandari（振付）
- 2015年 ソロ作品『route1 永遠と1秒の間』（振付・出演）
- 2016年 『Cross Transit』（演出・構成・振付）
- 2018年 Cross Transit project  『土の脈』（演出・構成・振付）
- 2019年 Cross Transit project『梁塵の歌』（演出・構成・振付）
- 2021年 Echoes of Calling project（演出・構成・振付）

## CF
- 1998年 PlayStation『クラッシュ・バンディクー3 ブッとび!世界一周』松本人志と共同振付ほか
- 1999年 デジタルツーカー東北（T：藤崎奈々子・くりぃむしちゅー）振付
- 2000年 JT『飲茶楼』シリーズ（T：モーニング娘。）ポーズ演出
- 2010年 YAMAHA 上原ひろみ × レニ・バッソ 振付・出演

## 映画
- 1999年『大いなる幻影』（D：黒沢清）出演
- 2000年 『回路』（D：黒沢清）出演

## 演劇・オペラ
- 1995-6年 ミヤギサトシ・ショー『炎』正・続編　出演・振付・共同演出
- 1996年 ク・ナウカ・シアターカンパニー『オズの魔法使い』（演出：宮城聰）振付
- 1999年 シアターオリンピック企画公演『忠臣蔵』（脚本：平田オリザ／演出：宮城聰）振付

## 受賞歴
- 1998年 『Slowly, Slow for Drive』によって日本インターネット演劇賞最優秀パフォーマンス賞受賞
- 2003年 ADF委託作品「enact oneself」についてDance of the Year by The Independent Weekly in North Carolina in 2003
- 2005年 『finks』についてLe top dix danse de l’année 2005 de Dfdanse：Dfdanse Le magazine de la　danse actuelle à Montréal 受賞
- 2013年 『To Belong-dialogue』(2012年9月初演)について第7回ジャパンダンスフォーラム賞受賞[2]
- 2018年Cross Transit 『土の脈』について第１３回ジャパンフォーラム大賞受賞
- 2020年〜　令和2-3年度文化交流使